# 聖何塞 (弗賴馬梅爾托埃斯基烏)
聖何塞（西班牙語：San José de Piedra Blanca），是阿根廷的城鎮，位於該國西北部卡塔馬卡省，是弗賴馬梅爾托埃斯基烏縣的首府，海拔高度580米，該地區的地震活動頻繁和低強度，2010年人口10,242。